# Bataille de Wavre
Campagne des Cent-Jours 
 Septième Coalition
Batailles
Batailles des Cents-Jours
Campagne du duc d'Angoulême
- Ajaccio
- Bonifacio
- Montélimar
- Loriol

Campagne de Belgique
- Ligny
- Quatre-Bras
- Waterloo
- Wavre

Campagne de France de 1815
- Maubeuge
- Huningue
- La Souffel
- Vélizy
- Rocquencourt
- Sèvres
- Issy

Guerre napolitaine
- Panaro
- Ferrare
- Occhiobello
- Carpi
- Casaglia
- Ronco
- Cesenatico
- Pesaro
- Scapezzano
- Tolentino
- Ancône
- Castel di Sangro
- San Germano
- Gaète

Guerre de Vendée et Chouannerie de 1815
- Les Échaubrognes
- L'Aiguillon
- Aizenay
- Sainte-Anne-d'Auray
- Cossé
- Saint-Gilles-sur-Vie
- Redon
- Les Mathes
- Muzillac
- Rocheservière
- Thouars
- Auray
- Châteauneuf-du-Faou
- Guérande
- Fort-la-Latte

La bataille de Wavre opposa trois corps d'armée de l'Empire français commandés par le maréchal Grouchy à une arrière-garde prussienne sous les ordres de Johann von Thielmann les 18 et 19 juin 1815. Bien qu'ils aient finalement été repoussés par les Français, les Prussiens résistèrent assez longtemps pour permettre à la principale armée prussienne, commandée par Blücher, d'aller secourir les forces de Wellington et ainsi triompher contre Napoléon Ier, lors de la bataille de Waterloo.

## Contexte

### La mission de Grouchy

Carte de la campagne de Belgique de 1815.

Pendant la campagne de Belgique de 1815, Napoléon remporte deux victoires dans la journée du 16 juin 1815, aux Quatre-Bras contre les Britanniques et les Néerlandais de Wellington et à Ligny contre les Prussiens de Blücher. Le matin du 17 juin, il se prépare à poursuivre les Britanniques et les Néerlandais qui battent en retraite vers le nord et à qui il espère infliger une défaite décisive. Cependant, il est incertain sur les intentions des Prussiens qui ont subi de lourdes pertes et qui, pense-t-il, ne seront pas en état de reprendre le combat avant plusieurs jours. Vers midi, sans qu'on sache la raison de ce délai, il envoie Grouchy, maréchal de fraîche date (il a été promu en avril) mais expert en cavalerie, avec une force de 33 000 hommes pour suivre les Prussiens et s'assurer de leur retraite.
Ses instructions orales prescrivent à Grouchy de « poursuivre vigoureusement les Prussiens, d'attaquer leur arrière-garde et de se tenir si près d'eux qu'il ne les perd[e] jamais de vue ». Cependant, ses instructions écrites sont plus prudentes : « Poursuivez l'ennemi, éclairez sa marche et instruisez-moi de ses mouvements, de manière que je puisse pénétrer ce qu'il veut faire ». Les Prussiens ont une quinzaine d'heures d'avance, et Grouchy perd un certain temps avant de savoir qu'ils ne se replient pas vers l'est mais vers le nord-ouest, par la grande route de Gembloux à Bruxelles. Il arrive à Walhain le 18 juin vers midi quand le bruit du canon lui apprend que la bataille a éclaté plus à l'ouest, sans doute entre Napoléon et Wellington.
Le général Étienne Maurice Gérard, chef du 4e corps d'armée, propose aussitôt de marcher vers le combat, ce que Grouchy refuse, les chemins entre Walhain et le mont Saint-Jean étant boueux et impraticables, et les instructions de l'empereur lui prescrivant de suivre les Prussiens et non d'attaquer le flanc des Britanniques. Grouchy continue donc son mouvement vers Wavre, petite ville du Brabant où se trouve un pont sur la Dyle.

### La défense de Thielmann
Wavre est défendue par le 3e corps de l'armée prussienne, sous les ordres de Johann von Thielmann, général de l'armée saxonne qui a combattu aux côtés des Français à Friedland et à la Moskova, puis s'est retourné contre eux pendant la guerre de libération de 1813. Son chef d'état-major est le jeune Carl von Clausewitz, qui écrira le récit de cette campagne. Il aligne 17 000 hommes et 48 canons, soit un peu plus de la moitié des forces de Grouchy. 
La ville de Wavre s'étend sur environ 800 m sur la rive gauche de la Dyle, avec un faubourg sur la rive droite. Deux ponts de pierre enjambent la rivière dont le plus large est traversé par la grande route de Bruxelles à Namur. Plusieurs ponts de bois enjambent la Dyle en amont de Wavre, au moulin de Bierges, qui sera un lieu de combats acharnés, et devant les villages de Limal et Limelette. La rivière, gonflée par les pluies, n'est pas guéable, et les chemins boueux ralentissent considérablement le mouvement des troupes. Deux lignes de hauteurs dominent la rivière ; la plus haute, sur la rive droite, sera rapidement emportée par les Français, mais la moins haute, sur la rive gauche, offre un terrain coupé et accidenté où les Allemands ont disposé des tireurs d'élite.

## La bataille

### Journée du 18 juin

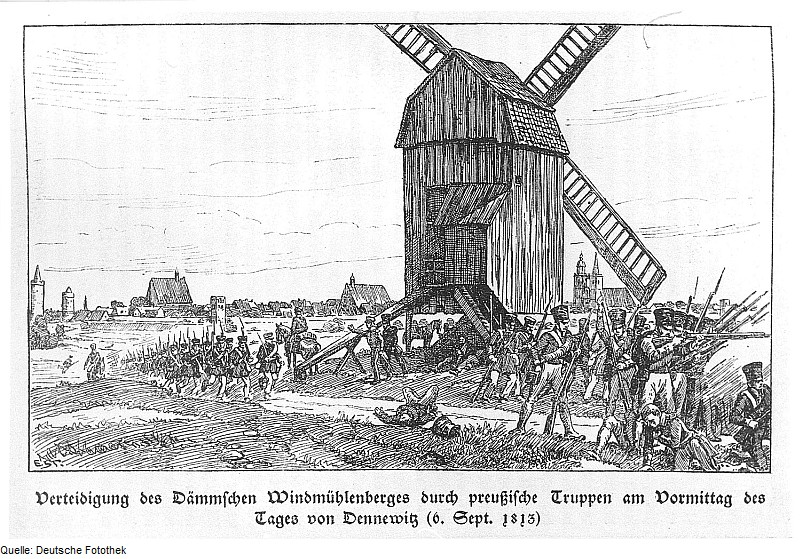
Défense du moulin de Mühlenberg par les troupes prussiennes le 6 septembre 1813 : les moulins à vent, bons postes d'observation, sont des objectifs stratégiques. Gravure d'Erich Sturtevant, 1935.

Vers 14h00, l'avant-garde de Grouchy, commandée par Exelmans, arrive au contact des Prussiens. Les avant-postes prussiens postés à Mont-Saint-Guibert se replient vers la Dyle pour ne pas être encerclés et rejoignent les lignes du général Brause ; le 3e corps français, commandé par Vandamme, s'empare des hauteurs qui dominent Wavre. Vers 15h30, Grouchy arrive devant Wavre qu'il trouve solidement défendue. Le bruit de canonnade en provenance du secteur de Waterloo s'intensifie et il devient évident qu'une grande bataille est en cours. Napoléon, vers 10h00, lui avait fait envoyer de nouvelles instructions par le maréchal Soult, son chef d'état-major : « L'Empereur me charge de vous dire qu'en ce moment, Sa Majesté va faire attaquer l'armée anglaise qui a pris position à Waterloo près de la forêt de Soignes. Ainsi, Sa Majesté désire que vous dirigiez vos mouvements sur Wavre afin de vous rapprocher de nous ». Cependant, il y a une polémique pour savoir si Grouchy a reçu ce courrier vers 16h00 ou plus tard, vers 19h00.
Vers 16h00, il ordonne à la cavalerie et à la division Teste de contourner la ville et de traverser la Dyle à Limal, un peu plus au sud. Vandamme, sans attendre ses instructions, ordonne à la division Habert de forcer le passage du pont de Wavre. L'artillerie française déloge une partie des tireurs prussiens postés dans les maisons de la rive gauche mais dès que la colonne française tente de franchir le pont, elle se heurte à une barricade et à un feu nourri des tireurs d'élite et de l'artillerie ; la division Habert perd 600 hommes en quelques minutes. Grouchy ordonne alors de passer la rivière par deux endroits, au nord à Basse-Wavre, au sud par le moulin de Bierges. Ces tentatives n'aboutissant pas, il commande à Gérard de passer la rivière à Limal pour tourner les positions prussiennes. À la tombée de la nuit, la division Teste a établi une tête de pont mais les combats se poursuivent autour du moulin de Bierges.

### Nuit du 18 au 19 et journée du 19 juin

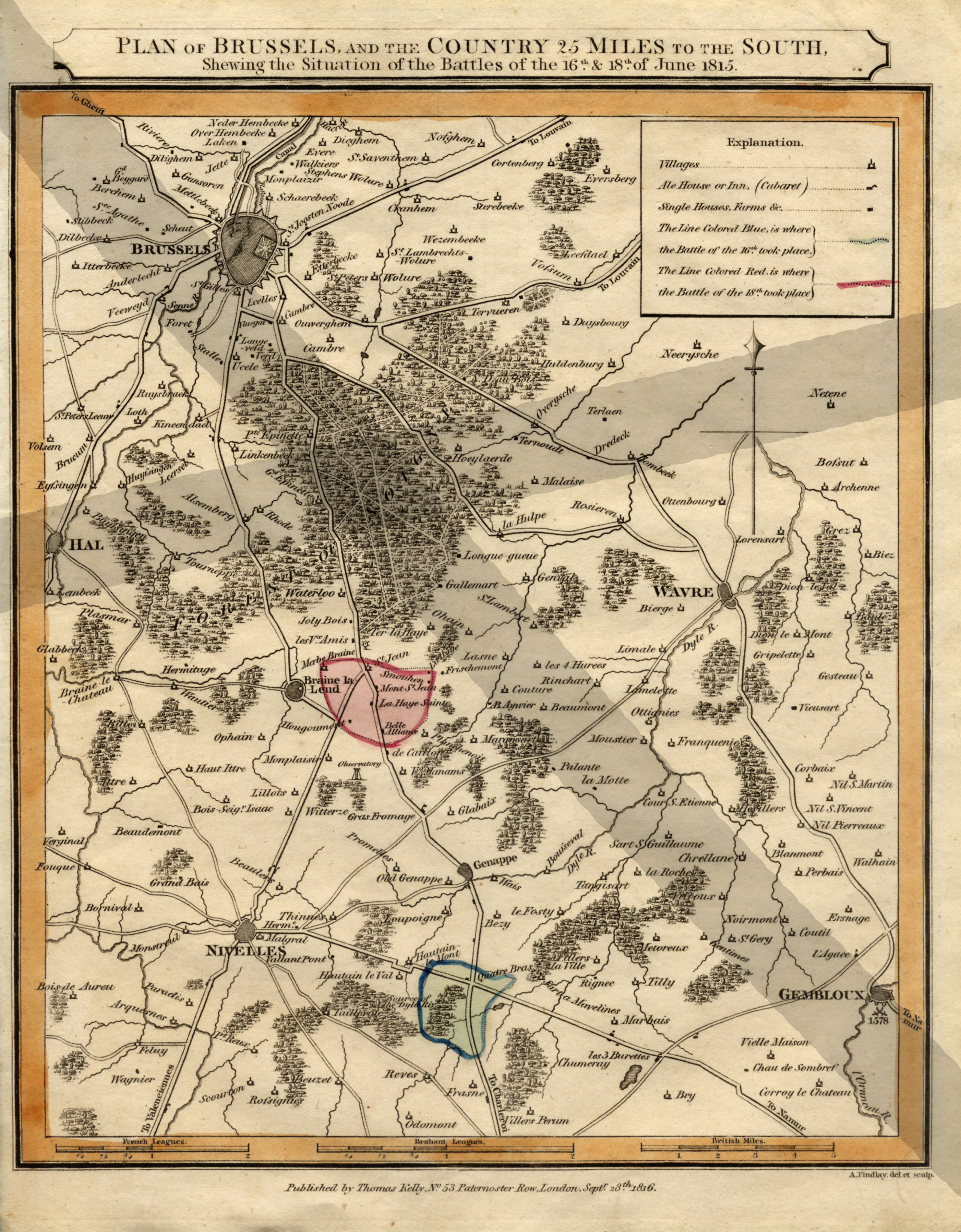
Waterloo, camp de Wellington (en rouge), camp de Napoléon (en bleu), route de Bruxelles à Gembloux par Wavre (nord-ouest/sud-est).

À 3h00, la cavalerie prussienne lance une attaque infructueuse contre les lignes françaises. Cependant, Thielmann a appris que Blücher était victorieux à Waterloo et s'efforce de tenir coûte que coûte en attendant des renforts : le corps de Georg Dubislav Ludwig von Pirch (surnommé « Pirch I » pour le distinguer de son frère) avance vers Wavre à marche forcée. Vers 8h du matin, sans attendre les renforts, Thielmann lance une contre-attaque et reprend le bois de Rixensart. Sa position, menacée d'encerclement, devient cependant intenable. À 10h30, Teste a pris Bierges, Vandamme entre dans Wavre et les Prussiens doivent se résoudre à évacuer la ville et battre en retraite vers Louvain.
Un messager arrive alors dans le camp français, épuisé, et annonce à Grouchy la défaite de Napoléon. Les généraux français refusent d'abord de le croire mais finissent par comprendre que la bataille est perdue. Vandamme propose de pousser une pointe vers Bruxelles pour délivrer les prisonniers français et désorganiser les communications ennemies, mais Grouchy juge plus raisonnable de regagner la France par Namur, Dinant et Givet. Le corps de Thielmann, qui s'est replié sur Rhode-Sainte-Agathe, et celui de Pirch I sont trop épuisés pour inquiéter les Français. Ceux-ci commencent l'évacuation entre 11h00 et midi, le corps de Vandamme restant en arrière jusque dans le courant de l'après-midi pour couvrir leur retraite. Ce n'est que vers l'aube du 20 juin que Thielmann s'aperçoit du départ des Français et lance la cavalerie de Hobe à leur poursuite. 
Lors de cette bataille, outre le général Étienne Maurice Gérard, qui est blessé, le général Raymond Pierre Penne tombe au champ d'honneur le 19 juin à Bierges.

## Conséquences
Wavre se trouve à une vingtaine de kilomètres de la ferme de la Haie Sainte, où, le soir du 18 juin, le corps prussien de Bülow arrive sur le flanc de Napoléon et provoque la débâcle des Français. Compte tenu de la distance et de l'état des chemins, Grouchy, même s'il avait été prévenu à l'heure, n'aurait sans doute pas pu arrêter les Prussiens. Après Wavre, il conduit la retraite de son armée de façon sûre et efficace en livrant bataille aux Prussiens qui tentent de lui barrer la route à Namur. Il rallie plusieurs détachements français dispersés et ramène en France 50 000 à 60 000 hommes en bon ordre. Malgré ce succès tardif, Napoléon et de nombreux auteurs ultérieurs le tiendront, pour son retard, comme un des responsables de la défaite de Waterloo.  

## Ordre de bataille

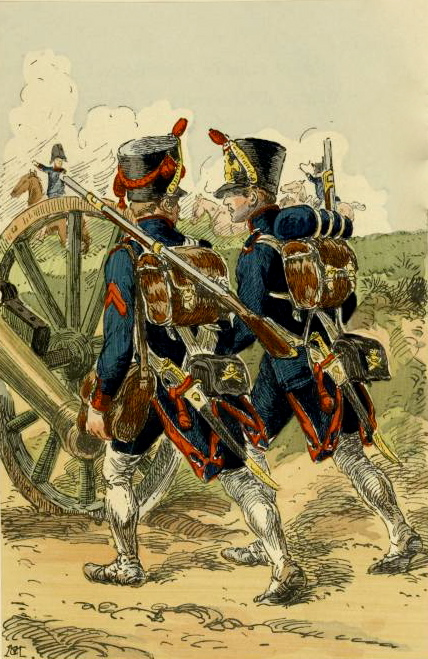
Artillerie à pied française en 1809.

### Corps détaché de l'armée du Nord (Emmanuel Grouchy)
Les unités confiées à Grouchy subirent, pour la plupart, de lourdes pertes pendant la bataille de Ligny, et il fallut fusionner les bataillons ou escadrons les plus éprouvés pour former des régiments complets. Les effectifs sont donc approximatifs. Les chiffres présentés sont ceux des unités lors de l'ouverture de la campagne, suivis du total des pertes. 
- 3e corps français : Vandamme (14 508 fantassins, pas de cavaliers, 782 artilleurs, 146 hommes du génie, 32 canons)
- 4e corps : Gérard (12 589 fantassins, 2 366 cavaliers, 1 538 artilleurs, 201 hommes du génie, 38 canons)
- 21e division : Teste (2 316 fantassins, 161 artilleurs, 8 canons)
- 1er corps de cavalerie : Pajol (1 234 cavaliers, 154 artilleurs, 6 canons)
  - 4e division de cavalerie : Pierre Soult, frère du maréchal
- 2e corps de cavalerie : Exelmans (2 817 cavaliers, 246 artilleurs, 12 canons)
  - 9e division de cavalerie : Strolz
  - 10e division de cavalerie : Chastel

Total avant Ligny :  29 413 fantassins, 6 417 cavaliers, 2 881 artilleurs, 347 hommes du génie, 96 canons

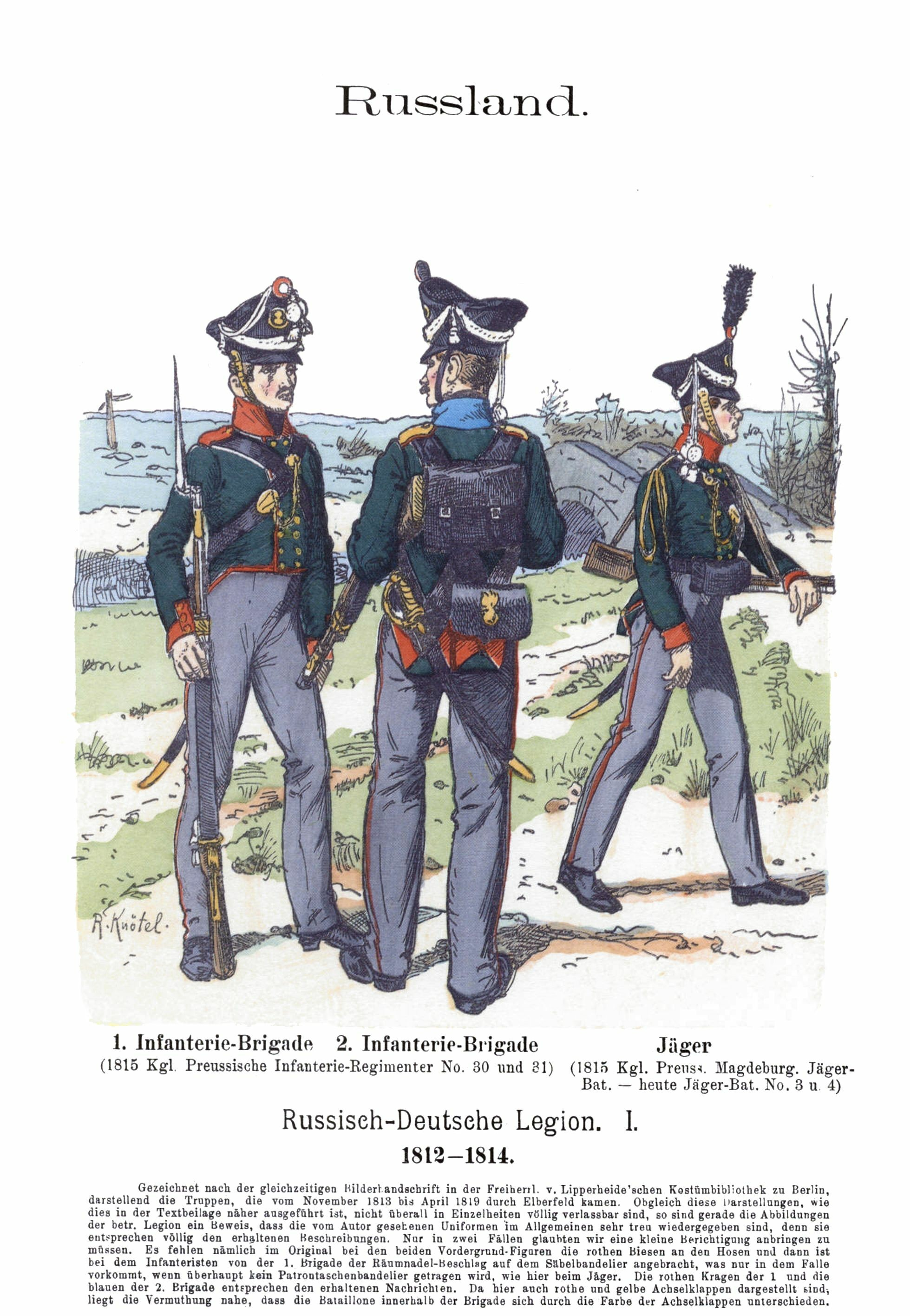
Soldats de la Légion russo-allemande (1812-1814) partagée en 1815 entre les 30e et 31e régiments d'infanterie, gravure de Richard Knötel, 1890.

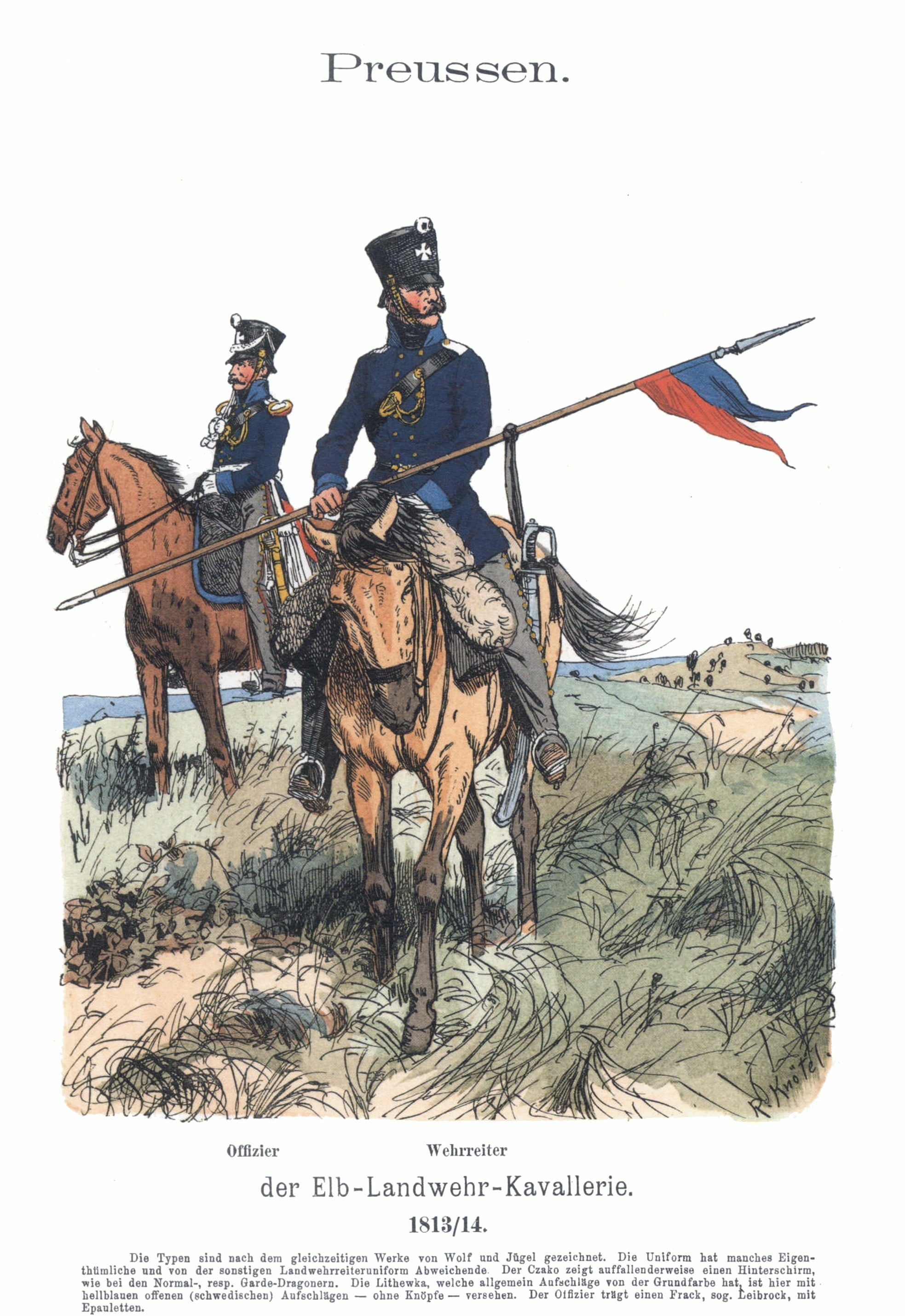
Cavalerie de Landwehr de l'Elbe en 1813-1814, gravure de Richard Knötel, 1890.

Pertes à Ligny : 3 940 fantassins, 907 cavaliers, 600 artilleurs

Total après Ligny : 25 476 fantassins, 5 510 cavaliers, 2 281 artilleurs, 347 hommes du génie, 96 canons.

### 3ecorpsprussien (Johann von Thielmann)
- 9e brigade : général von Borcke (7 600 h.)
  - 8e régiment d'infanterie
  - 30e régiment d'infanterie
  - 1er régiment de Landwehr de la Marche-Électorale
  - 3e régiment de cavalerie de Landwehr de Kurmark (2 escadrons)
  - 18e batterie d'artillerie à pied
- 10e brigade : colonel von Kemphen (4 585 h.)
  - 27e régiment d'infanterie
  - 2e régiment de Landwehr de l'Elbe
  - 3e régiment de cavalerie de Landwehr de Kurmark (2 escadrons)
  - 35e batterie d'artillerie à pied
- 11e brigade : colonel von Luck (4 640 h.)
  - 3e régiment de Landwehr de l'Elbe
  - 4e régiment de Landwehr de l'Elbe
  - 6e régiment de cavalerie de Landwehr de Kurmark (2 escadrons)
  - 36e batterie d'artillerie à pied
- 12e brigade : colonel von Stülpnagel (6 345 h.)
  - 31e régiment d'infanterie
  - 5e régiment de Landwehr de l'Elbe
  - 6e régiment de Landwehr de l'Elbe
  - 24e batterie d'artillerie à pied
- Réserve de cavalerie : général von Hobe
  - 1re brigade : colonel von der Marwitz (1 140 h.)
    - 7e régiment d'uhlans (3 escadrons)
    - 8e régiment d'uhlans (4 escadrons)

  - 2e brigade : lieutenant-colonel von Lottum (1 880 h.)
    - 5e régiment d'uhlans (3 escadrons)
    - 9e régiment de hussards (3 escadrons)
    - 7e régiment de dragons (3 escadrons)
- Réserve d'artillerie
  - 7e batterie d'artillerie à pied
  - 18e batterie d'artillerie à cheval
  - 19e batterie d'artillerie à cheval[7]

## Monuments et plaques commémoratives
Le souvenir de la bataille est évoqué grâce à un monument érigé en mémoire du général Gérard, au moulin de Bierges. En cet endroit, deux plaques ont été apposées à hauteur du pont du Christ. Une plaque a également été apposée dans le porche de l'église Saint-Jean-Baptiste de Wavre.
Le monument au général Gérard rend hommage au haut gradé en ces termes :
En Ces Lieux Fut Blessé

Le 18 juin 1815

Le Général Gérard

Héros de l'Empire et

Défenseur de Notre

Indépendance Nationale
Le pont du Christ porte deux plaques :
Le 18 juin 1815, ce pont

fut l'enjeu d'un combat

entre les troupes de

Grouchy et de Blucher
Aux soldats du bataillon Stoffel, du 

2e régiment étranger (Suisse), créé le 24 avril

1815 - intégré à la 10e division du 3e corps

d'armée français (armée du Nord) -, qui

prirent part à la campagne de Belgique et qui

furent décimés, à Wavre, en conquérant à

deux reprises le Pont du Christ, dans la

soirée du dimanche 18 juin 1815

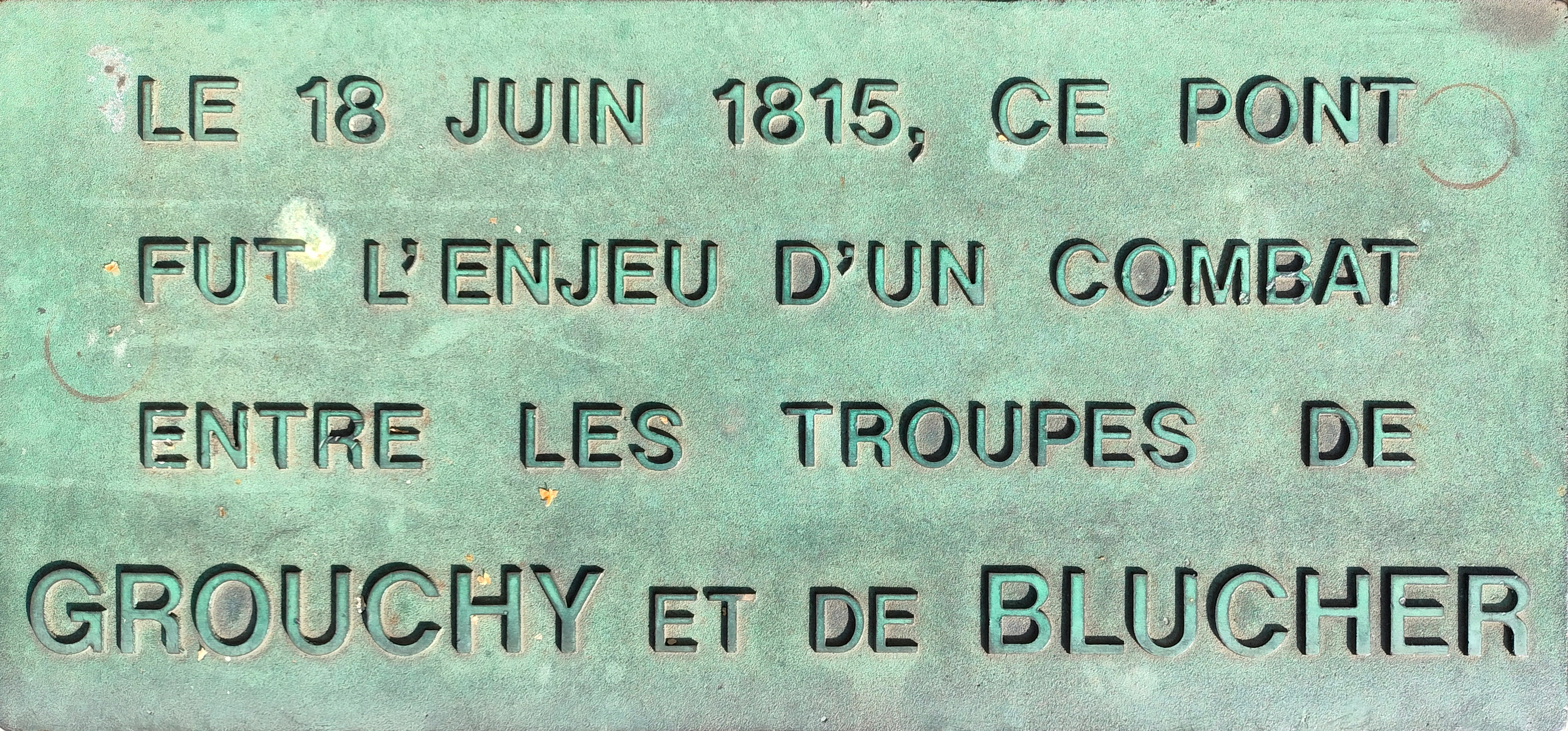
Plaque du Pont du Christ.
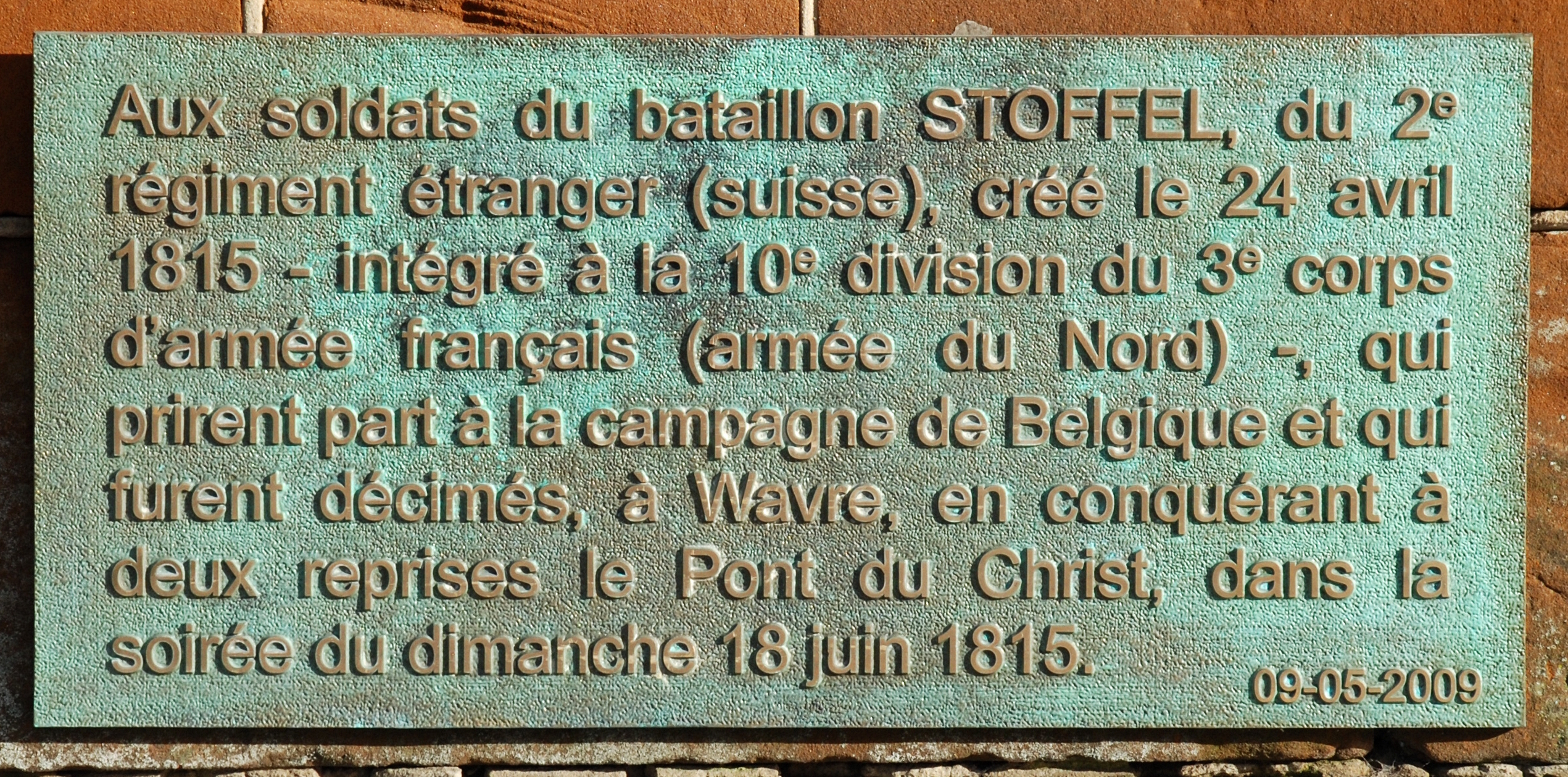
Plaque au bataillon Stoffel.

## Vestiges des combats

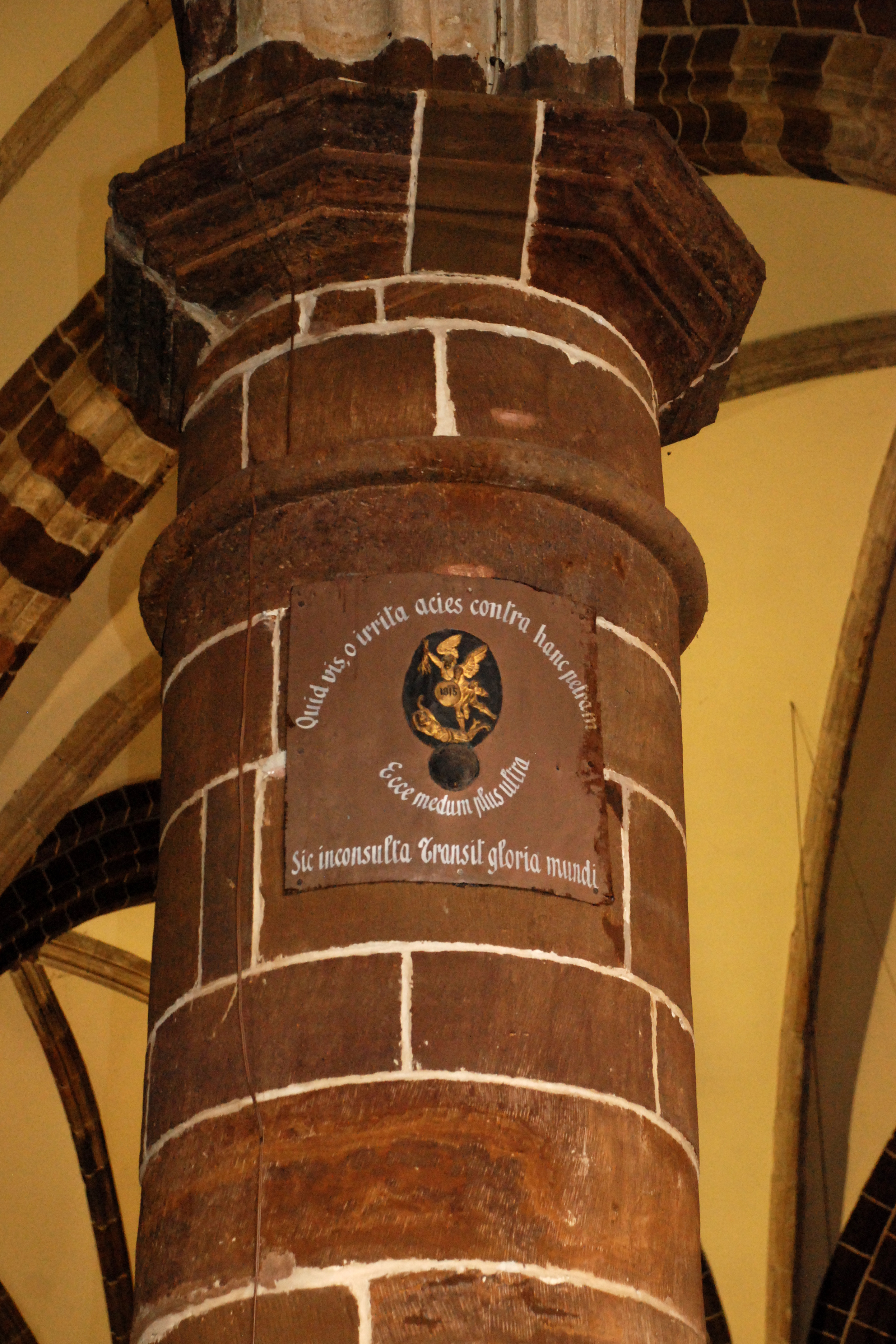
Boulet encastré dans un pilier

L'église Saint-Jean-Baptiste de Wavre porte encore les stigmates des combats qui eurent lieu dans le centre-ville.
Un boulet de canon français est toujours encastré dans un des piliers du collatéral droit, à environ quatre mètres du sol. Il est entouré d'une plaque portant l'inscription suivante en latin :
Quid Vis, O Irrita Acies Contra Hanc Petram

Ecce Medum Plus Ultra

Sic Inconsulta Transit Gloria Mundi
Sous le porche, une plaque rappelle ce bombardement :
Le 18 juin 1815, l'artillerie française

Bombarde les troupes prussiennes

retranchées dans Wavre.

Hommage aux victimes

Un boulet est encastré dans un pilier

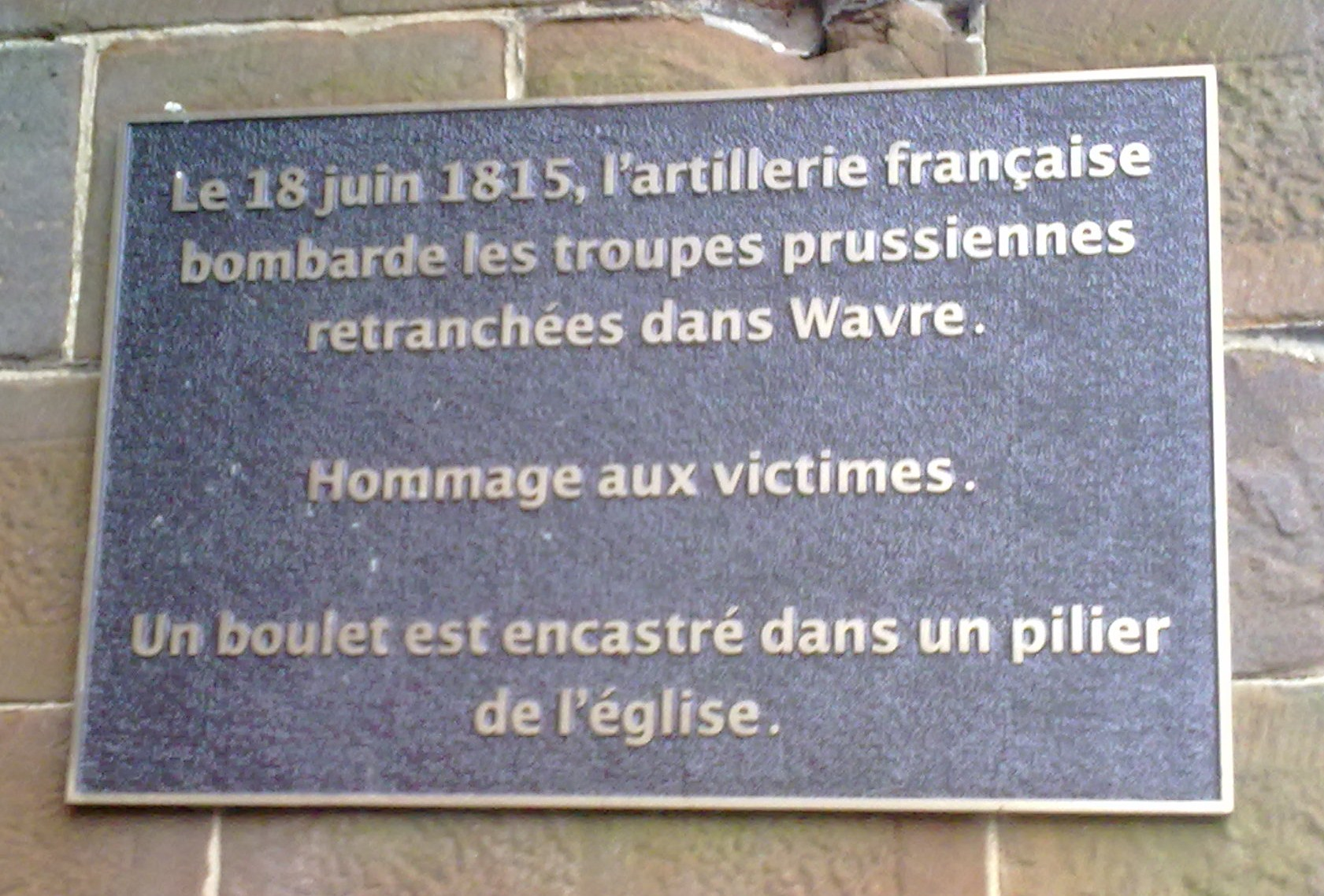
Souvenir des combats à l'Église Saint-Jean-Baptiste de Wavre

De l'église.